# Xian de Shaoxing
Le xian de Shaoxing (绍兴县 ; pinyin : Shàoxīng Xiàn) est un district administratif de la province du Zhejiang en Chine. Il est placé sous la juridiction administrative de la ville-préfecture de Shaoxing.

## Démographie
La population du district était de 972 920 habitants en 1999.